# Sự thụ động hóa
Sự thụ động hóa (Passivation), trong hóa học vật lý và kỹ thuật, đề cập đến một vật liệu trở thành "thụ động", nghĩa là ít bị ảnh hưởng hoặc bị ăn mòn bởi môi trường sử dụng trong tương lai. Sự thụ động liên quan đến việc tạo ra một lớp vật liệu lá chắn bên ngoài được áp dụng như một lớp phủ vi mô, được tạo ra bởi phản ứng hóa học với vật liệu cơ bản hoặc được phép xây dựng từ quá trình oxy hóa tự phát trong không khí.
Là một kỹ thuật, thụ động là việc sử dụng một lớp phủ nhẹ của vật liệu bảo vệ, chẳng hạn như oxit kim loại, để tạo ra lớp vỏ chống ăn mòn. Sự thụ động chỉ có thể xảy ra trong một số điều kiện nhất định và được sử dụng trong vi điện tử để tăng cường silic. Kỹ thuật thụ động củng cố và bảo tồn sự xuất hiện của kim loại. Trong xử lý điện hóa nước, thụ động làm giảm hiệu quả của việc xử lý bằng cách tăng điện trở mạch và các biện pháp tích cực thường được sử dụng để khắc phục hiệu ứng này, phổ biến nhất là đảo ngược cực, dẫn đến việc loại bỏ lớp vỏ bị hạn chế. Các hệ thống độc quyền khác để tránh thụ động điện cực, một số thảo luận dưới đây, là chủ đề của nghiên cứu và phát triển đang diễn ra.
Khi tiếp xúc với không khí, nhiều kim loại tự nhiên tạo thành một bề mặt cứng, tương đối trơ, như trong sự xỉn màu của bạc. Trong trường hợp của các kim loại khác, chẳng hạn như sắt, một lớp xốp hơi thô được hình thành từ các sản phẩm ăn mòn lỏng lẻo. Trong trường hợp này, một lượng đáng kể kim loại được loại bỏ, được lắng đọng hoặc hòa tan trong môi trường. Lớp phủ ăn mòn làm giảm tốc độ ăn mòn theo các mức độ khác nhau, tùy thuộc vào loại kim loại cơ bản và môi trường của nó, và đáng chú ý là chậm hơn trong không khí ở nhiệt độ phòng đối với nhôm, crom, kẽm, titan và silicon (một á kim); Vỏ ăn mòn ức chế ăn mòn sâu hơn, và hoạt động như một dạng thụ động. Lớp bề mặt trơ, được gọi là 'lớp oxit tự nhiên', thường là oxit hoặc nitride, với độ dày của lớp đơn lớp 0,1-0,3 nm (1-3) cho một kim loại quý như bạch kim, khoảng 1,5 nm (15 Å) đối với silic và gần hơn 5 nm (50 Å) đối với nhôm sau vài năm..

## Cơ chế
Đã có nhiều quan tâm trong việc xác định các cơ chế chi phối sự gia tăng độ dày của lớp oxit theo thời gian. Một số yếu tố quan trọng là thể tích oxit so với thể tích của kim loại gốc, cơ chế khuếch tán oxy qua oxit kim loại đến kim loại gốc và tiềm năng hóa học tương đối của oxit. Ranh giới giữa các hạt vi mô, nếu lớp oxit là tinh thể, tạo thành một con đường quan trọng để oxy tiếp cận với kim loại không bị oxy hóa bên dưới. Vì lý do này, lớp phủ oxit thủy tinh - không có ranh giới hạt - có thể làm chậm quá trình oxy hóa.[6] Các điều kiện cần thiết (nhưng không đủ) cho sự thụ động được ghi lại trong sơ đồ Pour Bạch. Một số chất ức chế ăn mòn giúp hình thành một lớp thụ động trên bề mặt kim loại mà chúng được áp dụng. Một số hợp chất, hòa tan trong dung dịch (cromat, molybdat) tạo thành màng không phản ứng và độ hòa tan thấp trên bề mặt kim loại.

## Khám phá
Vào giữa những năm 1800, Christian Friedrich Schönbein đã phát hiện ra rằng khi một miếng sắt được đặt trong axit nitric loãng, nó sẽ hòa tan và tạo ra Nitrogenmonoxide (NO), nhưng nếu sắt được đặt trong axit nitric đậm đặc và sau đó trở lại axit nitric loãng, ít hoặc không có phản ứng sẽ diễn ra. Schönbein đặt tên trạng thái đầu tiên là điều kiện hoạt động và trạng thái thứ hai là điều kiện thụ động. Nếu sắt thụ động được chạm vào bởi sắt hoạt động, nó sẽ hoạt động trở lại. Vào năm 1920, Ralph S. Lillie đã đo hiệu ứng của một miếng sắt hoạt động chạm vào một sợi dây sắt thụ động và thấy rằng "một làn sóng kích hoạt quét nhanh chóng (ở khoảng vài trăm cm một giây) trên toàn bộ chiều dài của nó".[7] [8]

## Vật liệu cụ thể

### Silicon
Trong lĩnh vực vi điện tử, sự hình thành của một oxit thụ động bám dính mạnh là rất quan trọng đối với hiệu suất của silicon.
Trong lĩnh vực quang điện, một lớp bề mặt thụ động như silicon nitride, silicon dioxide hoặc titan dioxide có thể làm giảm tái hợp bề mặt - một cơ chế mất mát đáng kể trong pin mặt trời.

### Nhôm
Nhôm tinh khiết tự nhiên tạo thành một lớp nhôm oxit mỏng trên bề mặt tiếp xúc với oxy trong khí quyển thông qua quá trình gọi là quá trình oxy hóa, tạo ra một rào cản vật lý để ăn mòn hoặc oxy hóa hơn nữa trong nhiều môi trường. Tuy nhiên, một số hợp kim nhôm không tạo thành lớp oxit tốt và do đó không được bảo vệ chống ăn mòn. Có các phương pháp để tăng cường sự hình thành lớp oxit cho một số hợp kim. Ví dụ, trước khi lưu trữ hydro peroxide trong vật chứa bằng nhôm, vật chứa có thể được thụ động hóa bằng cách rửa nó bằng dung dịch axit nitric và peroxide loãng xen kẽ với nước khử ion. Hỗn hợp axit nitric và peroxide oxy hóa và hòa tan bất kỳ tạp chất nào trên bề mặt bên trong của vật chứa, và nước khử ion rửa sạch axit và tạp chất oxy hóa.[9]
Nói chung, có hai cách chính để thụ động các hợp kim nhôm (không tính mạ, sơn và các lớp phủ rào cản khác): sơn chuyển đổi cromat và anot hóa. Alclading, mà luyện kim liên kết các lớp mỏng nhôm nguyên chất hoặc hợp kim với hợp kim nhôm cơ sở khác nhau, không phải là sự thụ động của hợp kim cơ sở. Tuy nhiên, lớp nhôm phủ trên được thiết kế để tự phát triển lớp oxit và do đó bảo vệ hợp kim cơ sở.
Lớp phủ chuyển đổi cromat chuyển đổi bề mặt nhôm thành lớp phủ nhôm cromat trong phạm vi độ dày 0,000010100.004 inch (250 đến 1.000 nm). Các lớp phủ chuyển đổi nhôm cromat có cấu trúc vô định hình với thành phần giống như gel ngậm nước.[10] Chuyển đổi crôm là một cách phổ biến để thụ động không chỉ nhôm, mà cả kẽm, cadmium, đồng, bạc, magnesi và hợp kim thiếc.
Anodizing là một quá trình điện phân tạo thành một lớp oxit dày hơn. Lớp phủ anốt bao gồm oxit nhôm ngậm nước và được coi là chống ăn mòn và mài mòn.[11] Lớp hoàn thiện này mạnh hơn các quy trình khác và cũng cung cấp cách điện, điều mà hai quá trình kia có thể không làm được.

### Vật liệu sắt
Các vật liệu sắt, bao gồm thép, có thể được bảo vệ phần nào bằng cách thúc đẩy quá trình oxy hóa ("rỉ sét") và sau đó chuyển đổi quá trình oxy hóa thành metalophosphate bằng cách sử dụng axit photphoric và được bảo vệ thêm bằng lớp phủ bề mặt. Vì bề mặt không tráng là hòa tan trong nước, nên một phương pháp được ưa thích là hình thành các hợp chất mangan hoặc kẽm bằng một quá trình thường được gọi là chuyển hóa parkerizing hoặc phosphate. Các lớp phủ chuyển đổi điện hóa cũ hơn, ít hiệu quả hơn nhưng tương tự về mặt hóa học bao gồm quá trình oxy hóa màu đen, trong lịch sử được gọi là bluing hoặc browning. Thép thông thường tạo thành một lớp thụ động trong kiềmmôi trường, như thanh cốt thép làm trong bê tông.

#### Thép không gỉ
Phụ kiện bên trái chưa được thụ động, phụ kiện bên phải đã bị thụ động.
Thép không gỉ có khả năng chống ăn mòn, nhưng chúng không hoàn toàn không bị rỉ sét. Một chế độ ăn mòn phổ biến trong thép chống ăn mòn là khi các đốm nhỏ trên bề mặt bắt đầu rỉ sét vì ranh giới hạt hoặc các bit nhúng của vật lạ (như phiến mài) cho phép các phân tử nước oxy hóa một số sắt trong các điểm đó mặc dù đã hợp kim hóa crom. Điều này được gọi là rouging. Một số loại thép không gỉ có khả năng chống rouging đặc biệt; do đó các bộ phận được làm từ chúng có thể từ bỏ bất kỳ bước thụ động nào, tùy thuộc vào các quyết định kỹ thuật.[12]
Điểm chung giữa tất cả các thông số kỹ thuật và loại khác nhau là các bước sau: Trước khi thụ động, đối tượng phải được làm sạch mọi chất gây ô nhiễm và thường phải trải qua một bài kiểm tra xác nhận để chứng minh rằng bề mặt là 'sạch'. Đối tượng sau đó được đặt trong một bể thụ động có tính axit đáp ứng các yêu cầu về nhiệt độ và hóa học của phương pháp và loại được chỉ định giữa khách hàng và nhà cung cấp. (Nhiệt độ có thể dao động từ môi trường xung quanh đến 60 độ C hoặc 140 độ F, trong khi thời gian thụ động tối thiểu thường là 20 đến 30 phút). Các bộ phận được trung hòa bằng cách sử dụng dung dịch natri hydroxide, sau đó rửa sạch bằng nước sạch và sấy khô. Bề mặt thụ động được xác nhận bằng cách sử dụng độ ẩm, nhiệt độ cao, chất chống rỉ (phun muối) hoặc kết hợp cả ba. Tuy nhiên, các quá trình thụ động độc quyền tồn tại [13] đối với thép không gỉ martensitic, rất khó bị thụ động, vì sự không liên tục của kính hiển vi có thể hình thành trên bề mặt của một phần gia công trong quá trình thụ động trong dung dịch axit nitric điển hình.[14] Quá trình thụ động loại bỏ sắt ngoại sinh, [15] tạo / phục hồi lớp oxit thụ động ngăn chặn quá trình oxy hóa tiếp theo (rỉ sét) và làm sạch các phần của bụi bẩn, cặn hoặc các hợp chất tạo hàn khác (ví dụ: oxit).[15][16]
Các quy trình thụ động thường được kiểm soát bởi các tiêu chuẩn ngành, phổ biến nhất trong số đó là ASTM A 967 và AMS 2700. Các tiêu chuẩn công nghiệp này thường liệt kê một số quy trình thụ động có thể được sử dụng, với sự lựa chọn phương pháp cụ thể dành cho khách hàng và nhà cung cấp. "Phương pháp" này là bồn tắm thụ động dựa trên axit nitric hoặc bồn tắm có axit citric, các axit này loại bỏ sắt bề mặt và rỉ sét, đồng thời loại bỏ crôm. Các "loại" khác nhau được liệt kê theo từng phương pháp đề cập đến sự khác biệt về nhiệt độ và nồng độ dung dịch axit. Natri dicromat thường được yêu cầu như một chất phụ gia để oxy hóa crom trong một số 'loại' axit tắm gốc nitric nhất định, tuy nhiên hóa chất này rất độc. Với axit citric, chỉ cần rửa và làm khô bộ phận và cho phép không khí oxy hóa nó, hoặc trong một số trường hợp, việc sử dụng các hóa chất khác, được sử dụng để thực hiện thụ động bề mặt.
Không có gì lạ khi một số nhà sản xuất hàng không vũ trụ có các hướng dẫn và quy định bổ sung khi thụ động hóa các sản phẩm của họ vượt quá tiêu chuẩn quốc gia. Thông thường, các yêu cầu này sẽ được xếp tầng bằng Nadcap hoặc một số hệ thống công nhận khác. Các phương pháp thử nghiệm khác nhau có sẵn để xác định sự thụ động (hoặc trạng thái thụ động) của thép không gỉ. Các phương pháp phổ biến nhất để xác nhận tính thụ động của một phần là sự kết hợp giữa độ ẩm cao và nhiệt trong một khoảng thời gian, nhằm mục đích gây ra rỉ sét. Các xét nghiệm điện hóa cũng có thể được sử dụng để xác minh thương mại hóa.

### Niken
Niken có thể được sử dụng để xử lý flo nguyên tố, do sự hình thành của một lớp niken fluoride thụ động. Thực tế này rất hữu ích trong xử lý nước và xử lý nước thải ứng dụng.